# Alex Goodman

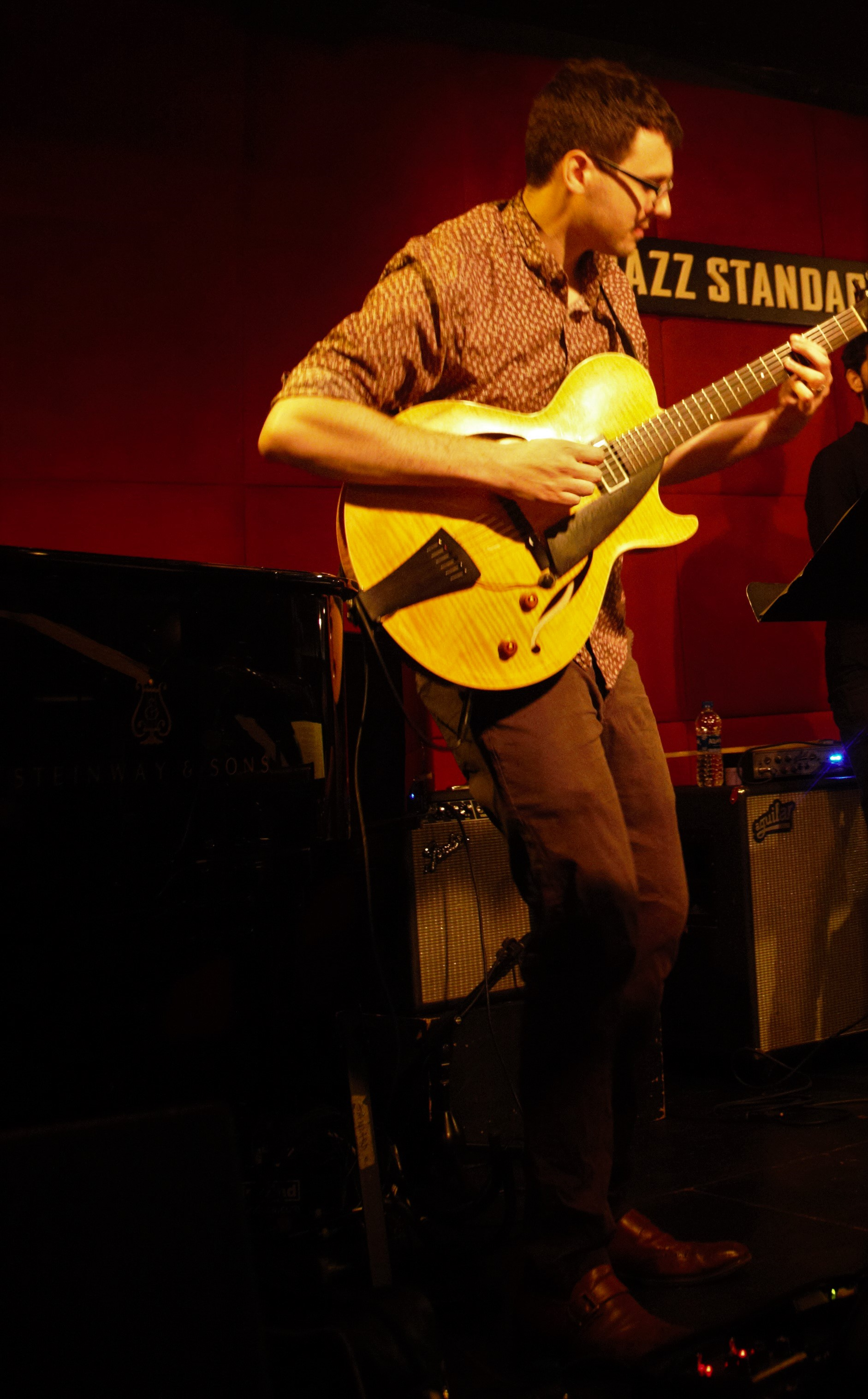
Alex Goodman (2018)

Alex Goodman (* 22. Dezember 1987 in Toronto, Ontario) ist ein kanadischer Jazzmusiker (Gitarre, Komposition).

## Leben und Wirken
Goodman wuchs in Toronto auf. Er studierte zunächst Politikwissenschaften an der McGill University, bevor er die Gitarre wieder entdeckte und sich dafür entschied, an der University of Toronto Musik zu studieren. Nach seinem Umzug nach New York im Jahr 2012 absolvierte Goodman den Masterstudiengang Jazzperformance an der Manhattan School of Music.
Goodman arbeitete mit namhaften Jazzmusikern wie Charles Lloyd, Ari Hoenig, John Ellis und John Riley. Er gründete sein Quintett, mit dem er 2011 sein Album Bridges vorlegte. Er gehörte zu den Bands von Mareike Wiening und Remy Le Boeuf, mit denen jeweils mehrere Alben entstanden und nahm mit John Patitucci, Gary Dial/Dick Oatts, Rich Perry, Amanda Tosoff und Jihye Lee auf.
Weiterhin verfasste Goodman ein Buch mit Solo-Gitarrenetüden und komponierte zahlreiche Stücke für Jazzgruppen, Kammermusikensembles, Orchester, Big Band und Streichquartett. 2022 erhielt er ein Stipendium des Canada Council for the Arts, um weitere Musik für Streichquartett, Gitarre und Bass zu schreiben, die er 2024 auf einer Europatournee uraufführte.
Außerdem lehrt Goodman seit 2025 als Professor für Jazzgitarre an der Kunstuniversität Graz.

## Preise und Auszeichnungen
Goodmans CD Bridges wurde 2013 für den Juno Award als „Contemporary Jazz Album of the Year“ nominiert. Im selben Jahr wurde er mit einem ASCAP Herb Alpert Jazz Composer Award ausgezeichnet. 2014 errang er den ersten Preis und den Publikumspreises beim Internationalen Gitarrenwettbewerb des Montreux Jazz Festivals.

## Diskographische Hinweise
- Impressions in Blue and Red (Outside In, 2020)[4]
- Second Act (Lyte, 2017)[5]
- Border Crossing (Origin, 2016)[6]
- Etudes for Solo Guitar (Connection Point, 2014)
- Alex Goodman Quintet: Bridges (Connection Point, 2011)[7]
- Brent Mah, Alex Goodman: Convergence (2009)
- Alex Goodman Quartet: Roots (2007)